# Philodromus glaucinus
Philodromus glaucinus là một loài nhện trong họ Philodromidae.
Loài này thuộc chi Philodromus. Philodromus glaucinus được Eugène Simon miêu tả năm 1870.